# Vasco Graça Moura
Vasco Graça Moura (n. 3 ianuarie 1942, Foz do Douro, Portugalia - d. 27 aprilie 2014, Lisabona, Portugalia) a fost un om politic portughez, membru al Parlamentului European în perioada 1999-2004 din partea Portugaliei. 